# Ейно Сяйся
Е́йно Ю́ліус Ся́йся (Eino Julius Säisä; *15 грудня 1935, волость Ійсалмі, Фінляндія — 30 жовтня 1988, Ійсалмі, там же) — фінський письменник, драматург і педагог (вчитель державної школи); найбільш відомий серією романів «Квітучі землі мерзлоти» (Kukkivat roudan maat), опублікованій у 1970-х роках, яка описує життя у фінському селі (за твором був знятий однойменний телесеріал).

## З життєпису
Ейно Сяйся походив з фермерської родини з села Куренполві в Ійсалмі. Суворе і похмуре дитинство знайшло відображення в його пізніх творах. 
Відвідував середню школу, потім здобув освіту вчителя державної школи в семінарії Каяані (1958). 
Працював учителем народної школи в Контіолахті (1958–1959), сільському муніципалітеті Ійсалмі (1959–1960 та 1961–1964), Лапінляхті (1964–1965) і Нурміярві (1966). 
У період 1960-61 років був учителем фотографії в Піелавесі.
Сяйся не дуже любив свою роботу вчителя, і після первинних мрій бути художником, почав літературну діяльність. 
Перший роман «Смуглі» (Tummat) вийшов у 1963 році. 
Наступного року (1964) він переїхав із Саво до столичного регіону і остаточно полишив викладацьку діяльність у 1966 році. Письменник, зокрема, проживав в Еспоо, але йому остогидло жити в багатоквартирному будинку, надто коли стикався з побутовими проблеми, на кшталт користуванням спільною сауною зі співмешканцями. 
Відтак, у 1974 році Е. Сяйся повернувся до Ійсалмі, а останні роки життя здебільшого проводив у своїй літній резиденції на острові в Хаапаярві (Ійсалмі). Він потонув у жовтні 1988 року, коли повертався з острова на материк.

## З доробку
Тематика творів Ейно Сяйся — сільське життя, природа, пошуки гармонії в співіснуванні людини та природи, відрив від коріння і ностальгія за кращими часами молодості. Проблематика конфлікту міста і села у творах автора набуває гостросоціального звучання.
Magnum opus письменника — серія романів із 6 частин «Квітучі землі мерзлоти» (Kukkivat roudan maat), була опублікована в період 1971-80 років. Твір подає картину життя сільської громади Північної Савойї від часу післявоєнної відбудови до моменту написання (1944-1963) і власне занепаду сільського життя.   
Бібліографія
- Päiväkirja=Kynä, п'єса. 1962.
- Tummat. Helsinki: Tammi. 1963.
- Yöstä tullut. Helsinki: Tammi. 1964.
- Твої збочені порядки, п'єса. 1964 рік
- Viimeinen kesä. Testamentti. Helsinki: Tammi. 1967.
- Kovat piippuihin. Yksitoista eripituista. Helsinki: Tammi. 1968.
- Mitä me olemme. Helsinki: Tammi. 1968.
- Lehtori Liljeberg. Helsinki: Tammi. 1969.
- Hyviä päiviä. Novelleja ja palasia. Helsinki: Tammi. 1970.
- Päivästä päivään, радіоп'єса. 1970.
- Kukkivat roudan maat. Helsinki: Tammi. 1971.
- Savon poika, телеп'єса. 1971.
- Kukkivat roudan maat. Kylä elää. Helsinki: Tammi. 1972. ISSN 951-30-2209-9 ISBN 951-30-2209-9. {{cite book}}: Перевірте значення |issn= (довідка)
- Ensirakkaus ja muita novelleja. Helsinki: Tammi. 1973. ISSN 951-30-2830-5 ISBN 951-30-2830-5. {{cite book}}: Перевірте значення |issn= (довідка)
- Kukkivat roudan maat. Isät ja pojat. Helsinki: Tammi. 1974. ISSN 951-30-2638-8 ISBN 951-30-2638-8. {{cite book}}: Перевірте значення |issn= (довідка)
- Ylä-Savon asialla. Taustaa ja ajankuvia Iisalmen Sanomain perustamiseen ja 50-vuotiseen toimintaan liittyvistä vaiheista Ylä-Savossa. Iisalmi: Iisalmen Sanomat. 1975. ISSN 951-99062-4-X ISBN 951-99062-4-X. {{cite book}}: Перевірте значення |issn= (довідка)
- Iisalmi. Iisalmi: Iisalmen kaupunki. 1976. ISSN 951-99081-7-X ISBN 951-99081-7-X. {{cite book}}: Перевірте значення |issn= (довідка)
- Kukkivat roudan maat. Hyvästi nuoruus. Helsinki: Tammi. 1976. ISSN 951-30-3294-9 ISBN 951-30-3294-9. {{cite book}}: Перевірте значення |issn= (довідка)
- Joonas, Rantamäen isäntä, радіоп'єса. 1977
- Niin aika menee. Novelleja ja lyhyttä proosaa. Helsinki: Tammi. 1977. ISSN 951-30-4084-4 ISBN 951-30-4084-4. {{cite book}}: Перевірте значення |issn= (довідка)
- Se kesä. Helsinki: Tammi. 1977. ISSN 951-30-4240-5 ISBN 951-30-4240-5. {{cite book}}: Перевірте значення |issn= (довідка)
- Kukkivat roudan maat, ТБ-серіал. 1978 рік
- Kukkivat roudan maat. Kurkien tanssi. Helsinki: Tammi. 1979. ISSN 951-30-4305-3 ISBN 951-30-4305-3. {{cite book}}: Перевірте значення |issn= (довідка)
- Aika saaressa. Helsinki: Tammi. 1980. ISSN 951-30-5095-5 ISBN 951-30-5095-5. {{cite book}}: Перевірте значення |issn= (довідка)
- Kukkivat roudan maat. Minun maa. Helsinki: Tammi. 1980. ISSN 951-30-5131-5 ISBN 951-30-5131-5. {{cite book}}: Перевірте значення |issn= (довідка)
- Kotipuu. Helsinki: Tammi. 1981. ISSN 951-30-5532-9 ISBN 951-30-5532-9. {{cite book}}: Перевірте значення |issn= (довідка)
- Parhaat päivämme eli kuvitelma onnesta ja sen mureneminen, радіоп'єса. 1982
- Kuvat kertovat. Lastuja, muisteluksia, kuvauksia. Helsinki: Tammi. 1983. ISSN 951-30-5920-0 ISBN 951-30-5920-0. {{cite book}}: Перевірте значення |issn= (довідка)
- Rahasuonten risteykseen. Ylä-Savon säästöpankki 1883–1983. Iisalmi: Ylä-Savon säästöpankki. 1983. ISSN 951-99450-5-9 ISBN 951-99450-5-9. {{cite book}}: Перевірте значення |issn= (довідка)
- Valitut novellit. Helsinki: Tammi. 1984. ISSN 951-30-5921-9 ISBN 951-30-5921-9. {{cite book}}: Перевірте значення |issn= (довідка)
- Markuksen tarina. Helsinki: Tammi. 1984. ISSN 951-30-6056-X ISBN 951-30-6056-X. {{cite book}}: Перевірте значення |issn= (довідка)
- Iisalmi. Tämän päivän kotiseutu kuvina. Helsinki: Tammi. 1985. ISSN 951-30-6285-6 ISBN 951-30-6285-6. {{cite book}}: Перевірте значення |issn= (довідка)
- Afrikan tähti. Helsinki: WSOY. 1987. ISSN 951-0-14238-7 ISBN 951-0-14238-7. {{cite book}}: Перевірте значення |issn= (довідка)
- Kevättä kohti. Helsinki: WSOY. 1988. ISSN 951-0-14669-2 ISBN 951-0-14669-2. {{cite book}}: Перевірте значення |issn= (довідка)
- Haloset. Helsinki: WSOY. 1989. ISSN 951-0-15854-2 ISBN 951-0-15854-2. {{cite book}}: Перевірте значення |issn= (довідка)
- Mahtava mies, теледрама. 1989

## Нагороди і вшанування
Ейно Сяйся удостоївся низки нагород і відзнак:
- Визнання критиків (1965)
- Державна премія з літератури (1965, 1972 і 1980)
- Відзнака за церковну літературу (1978)
- Премія фонду Алексіса Ківі (1984)
- Pro Finlandia (1986)
- Премія Savonia (1987)

Культурний центр Ійсалмі носить ім'я письменника.

## Джерело
- Об авторах // Совремеменная финская новелла. М.: Художественная литература, 1985. — 591 с. — С. 583 (рос.)